# 2024년과 2028년 하계 올림픽 개최지 선정
2024년 하계 올림픽과 2028년 하계 올림픽은 2017년 7월 페루 리마에서 개최된 제131차 IOC 총회에서 프랑스 파리와 미국 로스앤젤레스에서 각각 개최하는 것으로 동시에 결정되었다. 두 개 이상의 대회 개최지가 동시에 선정된 것은 이번이 사상 처음이다.
원래는 2024년 하계 올림픽의 유치전으로 진행되었으며 파리와 로스앤젤레스의 두 도시 외에도 헝가리 부다페스트, 독일 함부르크, 이탈리아 로마가 정식 후보로 나섰으나 이들 세 도시가 모두 유치를 철회하였다. 이번 대회 유치에 실패하면 그 다음 대회의 유치에 도전할 것이라는 두 도시의 관망적 입장도 동시 선정의 이유로 작용하였다.
양측의 협의 결과 로스앤젤레스가 2028년 대회를 유치하는 것으로 양보하면서, 2024년 대회는 파리가 먼저 개최하게 되었다.

## 선정 절차

### 2024년 대회
2024년 하계 올림픽 개최지의 선정절차는 2015년 9월 16일 국제올림픽위원회 (IOC)가 최종 후보도시를 발표하면서 동시에 공개되었다. 1단계 - 비전·대회컨셉·전략, 2단계 - 대회조직·법리·건설예산, 3단계 - 대회 전달·경험·경기시설 보존계획의 3단계로 나누어 각 도시 측에 관련 자료를 전달받아 평가하는 방식으로 꾸려졌다.
|   | 단계                             | 일정                            | 후보도시 자료 제출                  |
| - | -------------------------------- | ------------------------------- | ----------------------------------- |
| 1 | 비전 / 대회컨셉 / 전략           | 2015년 9월 15일~2016년 6월 1일  | 후보도시 자료 제1부 2016년 2월 17일 |
| 2 | 대회조직 / 법리 / 건설예산       | 2016년 6월~12월                 | 후보도시 자료 제2부 2016년 10월 7일 |
| 3 | 대회 전달 / 경험 / 경기시설 보존 | 2016년 12월~2017년 7월 IOC 총회 | 후보도시 자료 제3부 2017년 2월 3일  |

상기한 2015년 9월 16일 발표된 최종후보 5곳은 부다페스트, 함부르크, 로스앤젤레스, 파리, 로마였다. 그러나 이 가운데 부다페스트, 함부르크, 로마는 국내의 불확실한 정치여건과 예산 문제로 후보도시에서 물러나게 되었다. 먼저 함부르크는 2015년 11월 29일 주민투표 결과에 따라 후보도시에서 물러나기로 결정하였으며, 로마는 2016년 9월 21일 재정상의 어려움을 이유로 후보도시에서 물러났다. 마지막으로 부다페스트는 2017년 2월 22일 유치반대 청원이 국민투표 실시에 필요한 요건을 넘어서면서 유치 도전을 철회하였다.

### 2024년·2028년 개최지 동시 선정
2017년 3월 30일, 국제올림픽위원회 (IOC) 평가단이 로스앤젤레스와 파리의 경쟁후보도시에 대한 1차 심의를 이틀에 걸쳐 실시하였다. IOC 평가위원회는 두 후보도시 모두 "창의성과 (올림픽) 유산의 집중"이 뛰어나다고 평가하였다.
한편 2022년 동계 올림픽 유치전에서 4개 중 2개 도시가 유치를 철회한 데 이어, 이번 2024년 하계 올림픽 유치전에서도 5개 중 3개 도시가 연이어 유치를 철회하면서 대회 개최를 보장해야 한다는 분위기가 대두되었다. 이에 따라 2017년 4월 3일 덴마크에서 열린 IOC 총회에서 올림픽 관계자들이 파리와 로스앤젤레스 유치위원회와 접견하여, 한 도시가 2024년 대회를, 다른 도시가 2028년 대회를 개최하는 방안을 논의하기 시작하였다. 두 도시 모두 처음에는 타협안에 반대하는 모습을 보였으나, 2024년 올림픽 개최지의 유력후보가 파리라는 사실이 밝혀지면서 로스앤젤레스 유치위원회 측이 일정한 양보가 이루어진다면 타협안을 고려할 용의가 있음을 시사하였다.
2017년 6월 9일 국제올림픽위원회 집행위원회는 스위스 로잔에서 2024년/2028년 대회 유치 절차를 논의하는 회의를 열었다. 국제올림픽위원회는 차기 IOC 총회에서 2024년/2028년 올림픽 개최지를 동시에 선정할 것을 정식으로 제안하였다. 이후 2017년 7월 11일 스위스 로잔에서 열린 임시 IOC 총회에서 동시 선정안이 승인되었다. 이 다음으로 IOC는 로스앤젤레스 2024 유치위원회와 파리 2024 유치위원회와 3자 회담을 진행하며 어느 도시가 먼저 대회를 유치할지, 그리고 그렇게 개최하는 것이 현실성이 있는지를 논의하는 절차를 마련하였다.
2017년 7월 31일 로스앤젤레스 유치위원회는 2024년 하계 올림픽 후보도시에서 물러나 2028년 하계 올림픽 단독 유치후보로 나선다고 공식 발표하였다. 양측 유치위원회 모두 개최지 동시 선정을 환영하고 만족감을 표했다.

## 2024년 대회 후보 도시

### 정식 후보도시
| 도시 | 국가     | 국가 올림픽 위원회 (NOC)               | 결과             |
| --- | -------- | -------------------------------------- | ---------------- |
| 로스앤젤레스 | 미국     | 미국 올림픽 위원회 (USOC)              | 2028년 대회 유치 |
| 2014년 4월 26일 남캘리포니아 올림픽위원회가 2024년 하계 올림픽을 유치할 의향이 있다고 정식으로 선언하였다. 2015년 7월 28일 미국올림픽위원회는 보스턴의 유치 후보도시 도전 철회에 따라 로스앤젤레스 시당국과 올림픽 후보도시 승인과 관련하여 협의에 들어갔다. 2015년 9월 1일 로스앤젤레스 시의회는 찬성 15표, 반대 0표로 2024년 하계 올림픽 유치 지지 결의안을 통과시켰다. 이에 미국올림픽위원회는 시의회 의결에 따라 로스앤젤레스를 자국 후보도시로 최종 선정하였다. 2016년 1월 13일 로스앤젤레스 2024 유치위원회 관계자들은 캘리포니아주 잉글우드에 20억 달러를 투입해 대규모 첨단 스타디움을 건설하기로 한 시 당국의 결정을 환영하면서, NFL 소속 한두 팀이 올림픽 유치에 힘을 실어줄 것으로 기대하였다. 2016년 1월 25일 로스앤젤레스 2024 유치위원회는 올림픽 선수촌을 UCLA 캠퍼스에 건설할 계획이며, 미디어센터와 올림픽 관계자용 시설은 서던캘리포니아 대학교에서 계획중인 15에이커 (약 60,700m²) 규모의 주거단지에 마련할 것이라고 밝혔다. 2016년 2월 16일, LA 2024 유치위원회는 후보도시용 로고와 슬로건 '태양을 따라서' (Follow the sun)를 공개하였다. 2월 23일 로욜라 메리마운트 대학교에서 실시한 설문조사에서 로스앤젤레스 시민 가운데 88%가 2024년 하계 올림픽과 패럴림픽 유치에 찬성한다는 결과가 나왔다. 2016년 3월 10일 로스앤젤레스시 올림픽 유치 관계자들은 경기에 필요한 시설들을 가설하는 방안에 초점을 맞추고 있다고 밝혔다. 현재 시에서 추진중인 방안 가운데 로스앤젤레스 메모리얼 콜리세움 축구장 위에 고가트랙을 건설하고, 피게로아가를 보행자와 자전거용 산책로로 임시 전환하는 방안도 포함되어 있다. 2016년 6월 2일 국제올림픽위원회는 로스앤젤레스가 2024년 하계 올림픽 유치 2단계를 진행한다고 밝혔다. 2016년 7월 29일 LA 2024 유치위원회 관계자들은 로스앤젤레스 유치가 성사될 경우 새로 보수될 로스앤젤레스 메모리얼 콜리세움와 임시 수영 경기장의 렌더링 초안을 공개하였다. 로스앤젤레스 메모리얼 콜리세움은 과거 1984년 하계 올림픽 주경기장으로 사용된 바 있다. 2016년 7월 31일 에릭 가세티 로스앤젤레스 시장은 올림픽 유치 홍보차 25인 대표단을 이끌고 2016년 하계 올림픽이 열리는 브라질 리우데자네이루를 방문하였다. 2016년 9월 7일에는 LA 2024 유치위원회가 2016년 하계 패럴림픽에서도 16인의 대표단을 파견, 올림픽 재유치 운동에 나선다고 밝혔다. 2016년 9월 13일 LA 2024 유치위원회는 자신이 꿈꾸는 도시는 무엇이냐는 지역 어린이들의 인터뷰가 담긴 2분짜리 홍보 영상을 공개하였다. 9월 23일에는 LA 2024 유치위원회가 미국 올림픽 위원회와 공동 마케팅 계약을 체결하여, 양측의 공동책임과 소득에 관한 협의를 이루었다. 10월 7일 유치위원회 관계자들은 2024년 하계 올림픽 유치안을 재조정하여, 예산이 많이 투입될 것으로 보이는 미디어센터의 절반을 서던캘리포니아 대학교 캠퍼스로 이전한다고 밝혔다. 10월 21일에는 유치위원회에서 로스앤젤레스 유치 성사를 위하여 미국 내 올림픽 전문가들을 영입하였다고 발표하였다. 2016년 11월 9일 미 대선에서 도널드 트럼프 후보가 당선되자 LA 2024 유치위원회 측은 "당선인에게 축하의 인사를 건네며 미국 내 올림픽 운동을 오랫동안 지지해 온 점에 대해 감사를 표한다. 우리는 올림픽과 LA 2024가 정치를 초월하여 다양한 지역사회와 전세계의 통합에 기여할 것이라 굳게 믿는다"는 내용의 성명을 발표하였다. 2016년 11월 12일 카타르 도하에서 열린 국가올림픽위원회 총회에서 에릭 가세티 LA 시장과 육상 종목 6회 우승을 차지한 앨리슨 펠릭스 선수가 LA 2024 유치 프레젠테이션을 진행하였다. 11월 23일에는 대통령 당선자 도널드 트럼프가 가세티 시장과의 전화통화에서 2024년 올림픽 유치를 지지한다고 밝혔다. 12월 2일에는 유치위 측에서 총규모 53억 달러에 달하는 올림픽 유치 예산안을 새로 발표하였다. 2017년 1월 2일, 로스앤젤레스 올림픽 선수들과 패럴림픽 선수들이 도시 유치를 홍보하기 위해 슬로건 '태양을 따라서'이란 이름이 붙은 선박을 타고 로즈 퍼레이드 홍보에 나섰다. 2017년 1월 9일 LA 2024 유치위원회는 이번 올림픽 유치를 통한 메가이벤트로 얻는 지역 경제효과는 최대 112억 달러에 달할 것이라고 밝혔다. 2017년 1월 25일 로스앤젤레스 시의회는 민간운영 입찰의 최종 승인법안을 만장일치로 의결하였다. 2월 28일에는 할리우드 4대 영화 스튜디오 (디즈니, 20세기 폭스, NBC유니버설, 워너브라더스)가 올림픽 유치 홍보를 도울 것이라고 발표하였다. 2017년 4월 20일 로스앤젤레스 올림픽 유치 민간위원회가 올림픽 개최 풍경이 담긴 CG 영상을 발표하였다. 2024년 / 2028년 하계 올림픽 개최지 동시선정이 결정되자 로스앤젤레스 유치위원회 측은 일정 요건이 충족되면 2028년 대회 유치를 고려하겠다고 발표하였다. 이에 2017년 7월 31일 국제올림픽위원회는 로스앤젤레스를 2028년 하계 올림픽의 단일후보로 선정하였으며, 지역 스포츠와 올림픽 프로그램 지원금 18억 달러를 추가 지원하기로 합의하였다. |          |                                        |                  |
| 파리 | 프랑스   | 프랑스 국가 올림픽 체육 위원회 (CNOSF) | 2024년 대회 유치 |
| 2015년 6월 23일 올림픽 유치를 공식 선언하였다. 장프랑수아 라무르 전 프랑스 체육장관은 파리의 올림픽 유치에 있어 2024년 대회는 선택 목표이며 또다른 유치 실패는 용납할 수 없다고 밝혔다. 토니 에스탕게 전 카누 슬라럼 올림픽 3회 금메달리스트는 2024년 파리올림픽 유치위원장에 임명되어 무슨 일이 있어도 유치하는 것이 유일한 목표라고 밝혔다. 파리 유치 성공시 대회의 질을 높이기 위해 파리 전역에 새로운 스포츠 경기장을 건설하기로 하였으며 여기에 3,500만 유로의 예산이 투입될 전망이다. 당초 시 측의 전망은 부정적이었다. 2014년 11월 8일, 안 이달고 파리 시장은 2024년 올림픽을 유치하기에는 예산이 너무 많이 들어갈 수 있다고 지적했다. "현재 파리는 재정적, 예산적으로 이번 올림픽을 유치한다고 말할 수 없는 상황이다"라고 밝히며, 대신 2028년 하계 올림픽을 유치하는 방안을 내세웠다. 그러나 2015년 3월 이달고 시장은 2024년 대회 유치 가능성을 열어두었고, 2015년 4월 13일에는 파리 시의회에서 올림픽 유치 시청을 승인하였다. 이후 이달고 시장은 파리 올림픽 유치를 강력 지지하는 입장으로 선회하였다. 2016년 리우데자네이루 올림픽 기간에는 파리 유치 홍보르 루이해 이달고 시장과 프랑수아 올랑드 대통령이 리우데자네이루 현지를 방문하였다. 2015년 6월 26일 프랑스 요트 연맹은 올림픽 개최 시 요트 종목의 유치에 관심을 표명한 후보도시를 선정했다고 밝혔다. 센마리팀주 르아브르, 샤랑트마리팀주 라로셸, 피니스테르주 브레스트, 바르주 이예르, 부슈뒤론주 마르세유, 모르비앙주 키베롱 등이 경쟁을 벌였다. 이후 2015년 9월 7일 마르세유가 요트 종목 개최도시로 선정되었다. 2016년 2월 9일에는 유치위 측에서 2024년 올림픽 유치 로고를 공개하였다. 파리의 명물인 에투알 개선문에는 현지시각 20시 24분 2024년 하계 올림픽 후보도시 로고가 조명되었으며, 에펠탑에는 색색의 형상과 함께 "2024년 올림픽 후보도시 파리"라는 단어가 조명으로 밝혀졌다. 샹젤리제 꼭대기와 마르세유 시청에서도 똑같은 조명 행사가 진행되었다. 2016년 11월 12일 카타르 도하에서 열린 국가올림픽위원회 총회에서 안 이달고 시장과 유도 세계선수권대회 8회 금메달리스트 테디 리네르가 전세계 올림픽 관계자와 체육관계자들을 상대로 파리 올림픽 유치를 홍보하는 프레젠테이션에 나섰다. 2017년 1월 파리 올림픽 유치위원회는 런던올림픽과 리우올림픽에 비해 탄소배출량을 절반 이상 감축하여 역대 최고의 지속 가능한 올림픽을 개최할 뜻을 내비쳤다. 2024년 하계 올림픽 유치 3차 최종보고서 제출이 있던 2017년 2월 3일에는 에펠탑을 올림픽 상징색으로 물들이는 행사가 열렸다. 여기에 파리올림픽 유치 슬로건인 "나눔을 위하여 이룩하자" (Made for Sharing)도 함께 조명에 담겼다. 2017년 2월 드니 코데르 몬트리올 시장의 주도로 시드니, 아테네, 멕시코시티, 바르셀로나, 도쿄 등 전세계 올림픽 유치도시 50여곳의 파리올림픽 유치 지지선언이 이루어졌다. 2월 말에는 안 이달고 파리 시장이 일본 도쿄를 방문해 고이케 유리코 시장과 2020년과 2024년 하계 올림픽의 조직운영을 주제로 회담을 진행하였다. 2024년 / 2028년 하계 올림픽 개최지를 동시에 선정하기로 결정되자 파리는 2024년 대회를 우선 유치하는 쪽으로 힘이 실렸다. 2017년 7월 31일 IOC는 로스앤젤레스를 2028년 하계 올림픽의 단독 후보도시로 선정한다고 발표하였으며, 9월 13일 제131차 IOC 총회에서 2024년 하계 올림픽의 개최지를 파리로 최종 선정하였다. |          |                                        |                  |
| 부다페스트 | 헝가리   | 헝가리 올림픽 위원회 (MOB)             | 후보 사퇴        |
| 2015년 6월 헝가리 올림픽 위원회 총회 (MOB)와 부다페스트 시의회가 올림픽 유치를 결정하며 공식 유치전에 뛰어들었다. 2015년 7월 헝가리 의회도 올림픽 유치를 지지하는 결의안을 통과시켰다. 2016년 1월 28일에는 부다페스트 시의회에서 대회 개최를 위한 경기장 목록을 승인하였다. 2015년 12월 부다페스트를 방문한 토마스 바흐 IOC 위원장은 부다페스트가 '아젠다 2020' 개혁에 따라 2024년 하계 올림픽을 개최할 의향이 있는 '강력한 경쟁자'라고 밝혔다. 국제올림픽위원회는 최근 헝가리 같은 국가나 부다페스트 등의 도시들도 올림픽을 개최할 기회를 가질 수 있도록 기존시설과 가설경기장의 활용을 확대한다는 입장이다. 향후 국경을 넘어 수많은 도시에서 보다 저렴하고 수익성 높은 시설로 같은 올림픽 비전과 지속 가능한 행사를 개최하는 것이 그 취지다. 2024년 부다페스트 올림픽 유치위원장 벌라주 퓌리에시는 이번 대회 유치와 관련해 "부다페스트 올림픽은 올림픽이 단순히 거대도시의 전용행사로 남는 것이 아니라 중소도시에도 기회가 될 수 있다는 메시지를 전달하기 위한 것이다. 부다페스트는 IOC 측이 내세우는 어젠다 2020을 실현하고, 새로운 국가와 도시, 떠오르는 국가와 도시에 희망을 줄 수 있다. 올림픽 운동의 범위를 넓히고 IOC의 개혁 의제를 발전시킬 새로운 가능성을 창출하는 것이 유치위원회의 목표다"라고 밝혔다. 2017년 카타르 도하에서 열린 세계 국가올림픽위원회 총회에서 부다페스트 2024 유치위원회 대표단은 올림픽 유치 세부사항을 발표하며, 부다페스트가 2024년 올림픽 대회를 개최하기에 "적절 시기의 적절 규모의 도시"인 이유를 설명해 나갔다. 빅토르 오르반 총리도 부다페스트 올림픽 유치에 전폭적인 지지를 표명하였다. 오르반 총리는 연설을 통해 "헝가리는 스포츠가 다른 어떤 정치적 이해관계보다 항상 중요하다고 믿고 있으며, 그렇기 때문에 체육계가 정쟁의 장으로 전락해서는 안 된다고 생각한다. 정부는 이번 올림픽 유치를 지지한다"고 밝혔다. 오르반 총리는 지난 120년간 올림픽이 헝가리 국민들의 열정으로 나아갈 수 있었던 것은 "올림픽 정신이 한때 중유럽에서 보기 드물었던 순수한 형태의 자유를 상징하기 때문"이라며, "올림픽 개최는 이러한 역사적 전환기의 정점이 될 것이다. 우리는 우리 스스로를 위해 경쟁하는 것이 아니라 (중유럽) 지역 전체를 대표하려는 것이다"라고 밝혔다. 2024년 부다페스트 올림픽 후보도시 로고는 '물'과 '운동'을 핵심요소로 디자인하였으며 헝가리 전국의 아티스트와 그래픽 디자이너, 학생과 어린이 200여명이 참여한 공모전의 당선작으로 선정된 것이다. 그러나 정부와 부다페스트시 측의 유치 움직임에 야당 대다수와 시민단체의 반대 목소리가 상당했다. 정부의 부정부패 의혹을 제기하며 올림픽 유치를 비판하고 부다페스트의 의료, 교육, 교통시설에 투자할 예산이 올림픽 유치로 들어간다고 비판했다. 2017년 1월 헝가리 정당 모멘텀 무브먼트는 유치에 반대하는 "놀림픽 2024" (Nolympic 2024) 운동에 나섰으며 헝가리 녹색당, 함께당, 헝가리를 위한 대화, 헝가리 사회당, 민주연합 등의 주 야당들도 유치 반대 운동에 지지를 표했다. 정치풍자 정당인 헝가리 두 개의 꼬리가 있는 강아지의 당은 올림픽 유치를 지지하는 포스터 캠페인에 나섰다. 2017년 2월 올림픽 유치반대 측은 올림픽 유치를 반대하는 청원이 게시되어, 국민투표 실시 요건인 부다페스트 시민 138,527명의 서명을 받기 시작하였다. 국민투표는 부다페스트에서만 실시되며 이곳 거주자만 유권자가 된다. 2017년 2월 17일 유치 반대 청원이 투표 실시 요건을 한참 뛰어넘은 266,151명의 서명을 확보한 것으로 나타났다. 이에 대해 유치 반대위원회 대표는 반대 청원 운동의 성공여부는 장담할 수 없다며 정부 측에서 청원을 무시할 가능성을 제기하였으나, 2월 22일 부다페스트 시에서 올림픽 유치 의사를 전격 철회하면서 현실화되었다. 이로서 2024년 하계 올림픽 후보도시는 로스앤젤레스와 파리만 남게 되었다. 2024년 2월 24일 국제올림픽위원회는 부다페스트의 유치 시도가 파국을 맞은 점에 대해 '지역정치의 영향'이라 주장하면서 개최 도시 선정방식에 변화를 줄 것이라고 거듭 강조하였다. |          |                                        |                  |
| 함부르크 | 독일     | 독일 올림픽 체육 연맹 (DOSB)           | 후보 사퇴        |
| 2012년 10월 토마스 바흐 당시 독일 올림픽 체육연맹 회장은 함부르크가 2024년 올림픽 유치에 도전할 것이라고 밝혔다. 함부르크는 내륙도시임에도 좋은 입지조건을 갖추고 있어 수상종목과 비수상 종목을 동시에 개최할 수 있어, 기존에 후보도시로 떠올랐던 베를린보다 유력한 것으로 보도되었다. 2015년 3월 16일 독일올림픽 체육연맹은 독일 내 올림픽 후보도시로 함부르크를 공식 선정하였다. 3월 21일 독일올림픽 체육연맹은 총회를 열고 함부르크의 올림픽 유치를 승인한다고 결정하였다. 과거 함부르크는 2012년 하계 올림픽 유치에 나선 바 있었으며 이번에도 동일한 유치 로고와 슬로건을 재활용하였다. 이 로고는 함부르크의 도시경관인 '물'을 주제로 디자인하였으며, 하나의 물결이 불꽃으로 승화되어 올림픽 성화를 상징하는 모습을 담았다. 슬로건은 '불과 불꽃' (Feuer Flame)으로 올림픽 성화의 이미지와 더불어 '무언가에 열심이다, 무언가에 신나 있다'는 뜻인 '불과 불꽃이 되다'라는 독일어 표현을 동시에 표현한 것이다. 과거 독일은 서독 시절 1972년 하계 올림픽을 뮌헨에 유치한 바 있으며 1974년 FIFA 월드컵과 2006년 FIFA 월드컵도 개최, 당시 함부르크도 대회 개최 도시로 나선 바 있다. 2016년 4월 13일에는 요트 종목의 개최지로 독일 북부의 도시 킬이 선정되었다. 그러나 2016년 11월 29일 올림픽 유치 주민투표가 실시되어 함부르크 시민 중 51.6%가 올림픽 유치에 반대한다는 결과가 나오면서 함부르크는 올림픽 유치를 포기하였다. |          |                                        |                  |
| 로마 | 이탈리아 | 이탈리아 국가 올림픽 위원회 (CONI)     | 후보 사퇴        |
| 2014년 12월 15일 마테오 렌치 이탈리아 총리는 로마가 2024년 하계 올림픽 유치에 도전할 것이라고 발표하였다. 같은 시기 교황 프란치스코가 이탈리아 국가 올림픽 위원회 위원장과 만나, 올림픽 대회를 유치할 시 양궁과 축구 등의 일부 종목을 바티칸 시국에서 개최하는 방안을 논의하였다. 2015년 2월 10일 이탈리아 국가 올림픽 위원회 (CONI)는 루카 디 몬테체몰로 전 페라리 회장을 유치위원장으로 임명한다고 밝혔다. 몬테체폴로 위원장은 과거 1990년 FIFA 월드컵의 이탈리아 유치를 성사시킨 경험이 있으며, "이탈리아에서 루카 회장만큼 유명한 사람은 없을 것으로 본다"는 것이 조반니 말라고 올림픽위원장의 설명이다. 그러나 2016년 9월 21일 비르지니아 라지 로마 시장은 기자회견을 열고 올림픽 유치에 더 이상 나서지 않을 것이라고 밝혔다. 비르지니아 라지 시장의 소속정당은 오성운동으로 로마올림픽 유치에 오랫동안 반대해 온 정당이다. 여기에 라지 시장은 로마의 계속되는 재정문제를 유치 취소의 이유로 거론하고, "올림픽 개최는 무책임한 일"이라며 로마를 더 큰 빚더미에 앉힐 뿐이라고 밝혔다. 2016년 10월 11일 로마의 올림픽 유치는 공식적으로 중단되었다. 2017년 9월까지 새로운 시장이 취임하여 유치 중단을 철회할 경우 후보로 다시 나올 수 있을 것으로 점쳐졌으나 결국 실현되지 못했다. 2016년 10월 17일 이탈리아 올림픽 관계자들은 2024년 하계 올림픽 유치 중단을 강행한 정치환경에 불만을 표하는 보도가 나왔다. |          |                                        |                  |

### 예비 후보도시
2024년 하계 올림픽 유치를 표명했으나 중복이나 철회 등의 이유로 최종후보 도시로 선정되지 못한 후보들의 목록이다.
- 독일 베를린

2012년 클라우스 보베르라이트 전 베를린 시장은 2024년이나 2028년 하계 올림픽 유치를 검토중에 있다고 밝혔다. 베를린은 1936년 하계 올림픽을 유치한 바 있으며 2000년 하계 올림픽의 유치전에도 후보도시로 참가하였으나 2차 투표에서 시드니가 1위로 선정되면서 아쉽게 유치하지 못했다. 설문조사에 따르면 베를린 시민 가운데 55%가 올림픽 유치에 찬성하는 것으로 드러났다. 그러나 2015년 3월 독일올림픽체육연맹 (DOSB)에서 독일 내 단독 올림픽 후보도시로 함부르크를 선정함에 따라 유치가 무산되었다.
- 미국

2013년 2월 19일 미국 올림픽 위원회 (USOC)에서 미국 내 도시 35곳에 2024년 하계 올림픽 유치에 관심이 있는지의 여부를 묻는 서한을 전달했다. 당시 위원회 측이 서한을 보낸 도시는 애틀랜타, 오스틴, 볼티모어, 보스턴, 샬럿, 시카고, 콜럼버스, 댈러스, 덴버, 디트로이트, 휴스턴, 인디애나폴리스, 잭슨빌, 라스베가스, 로스앤젤레스, 멤피스, 마이애미, 미니애폴리스-세인트폴, 내시빌, 뉴욕, 올랜도, 필라델피아, 피닉스, 피츠버그, 포틀랜드, 로체스터, 새크라멘토, 샌디에이고, 샌프란시스코, 산호세, 시애틀, 세인트루이스, 털사, 워싱턴 D.C. 등이었다. 2014년 6월 10일 미국올림픽위원회는 보스턴에서 회의를 열고 2024년 올림픽 유치에 관심을 표한 후보도시 목록을 확정하였다. 6월 13일에는 유치 가능성이 있는 도시로 보스턴, 로스앤젤레스, 샌프란시스코, 워싱턴 D.C.를 선정하였다.
2014년 9월 26일 미국올림픽위원회는 국내 종목별 체육연맹 47곳을 대상으로 여론조사를 실시, 설문에 응한 40개 연맹 모두 2024년 대회 유치에 긍정적으로 답한 것으로 알려졌다. 2014년 12월 1일 최종 예비후보에 오른 보스턴, 로스앤젤레스, 샌프란시스코, 워싱턴 D.C. 측은 캘리포니아주 레드우드시티에서 열린 미국올림픽위원회 이사회총회에서 최종 유치 방안을 제출하고 각각 2시간 동안 프리젠테이션을 진행하였다. 비공개로 진행된 회의가 끝나자 미국올림픽위원회 측은 미국의 2024년 하계 올림픽과 패럴림픽의 유치를 확정지으면서도 어느 도시가 유치할 것인지는 밝히지 않았다. 이후 2015년 1월 8일 미국 올림픽 위원회는 미국 내 올림픽 유치 후보도시로 보스턴을 확정하였으나, 그해 7월 27일 보스턴시가 올림픽 후보도시에서 물러남에 따라 미국올림픽위원회측에서 후보도시 선정절차를 재개하였다. 2015년 9월 1일 미국올림픽위원회는 2024년 하계 올림픽의 미국 내 후보도시로 로스앤젤레스를 다시 선정하였다.
- 보스턴

 2013년 5월 7일 보스턴시와 뉴잉글랜드 지역의 2024년 하계 올림픽 개최 가능성을 논하는 회의가 개최되었다. 당시 여러 정치인들이 보스턴의 올림픽 유치에 힘을 실었으며, 올림픽 경기장으로는 TD 가든, 펜웨이 파크, 질레트 스타디움, 애거니스 아레나, 아미카 뮤츄얼 파빌리온, SNHU 아레나 등이 선정되었다. 2013년 10월에는 데벌 패트릭 매사추세츠 주지사가 유치검토 허용법안에 서명하면서 올림픽 유치 운동이 본격화되었다.
보스턴 내에서 올림픽 스타디움으로 활용할 정도로 충분한 규모를 갖춘 경기장은 부족하지만, 도시 근교에는 그 자격을 충족하는 경기시설이 대다수 존재한다는 분석이다. 2024년 보스턴 올림픽 유치위원회는 시내의 대규모 철도기지 위에 12억 달러 규모의 데크를 건설하여 올림픽 주경기장을 가설하고, 대회가 끝나면 해당 부지에 개발권을 제공한다는 방안을 내세웠다. 2015년 1월 미국올림픽위원회는 보스턴을 공식 유치후보 도시로 선정하였다. 다만 2024년 하계올림픽 유치에 대한 지역 여론은 엇갈렸는데 2015년 3월 여론조사에 따르면 보스턴 지역주민의 52%가 올림픽 개최에 반대하는 것으로 나타났다. 결국 2015년 7월 27일 미국올림픽위원회는 지역여론의 지지 부과 불확실성을 이유로 보스턴의 올림픽 유치를 철회한다고 밝혔다.
- 워싱턴 D.C.

본격적인 도전에 앞서 벤처기업 대표이자 자선가로 활동중인 러스 램지와 워싱턴 위저즈, 워싱턴 캐피털스 구단주로 활동중인 테드 레온시스를 대표로 한 2024년 워싱턴 올림픽·패럴림픽 유치위원회가 꾸려졌다. 유치위원회에는 폴 태글리어뷰 전 NFL 운영위원, BET 공동창업자 쉴라 존슨, 올림픽 은메달리스트 출신 제어 린치, 유명 셰프 호세 안드레스, 앤서니 A. 윌리엄스 전 워싱턴 시장, 언더아머 창립자 케빈 플랭크 등이 참여하였다. 2014년 9월 유치 도전을 공식화한 유치위원회는 '화합'을 주제로 재계와 자선계, 체육계, 정치계 지도자들을 하나로 모으려는 취지에서 도전하게 되었다고 밝혔다. 위원회 측은 워싱턴 D.C.의 교통문제를 해결하고 포토맥강과 애너코스티아강의 잠재력을 활용하며, 정치적 역기능의 산실이란 불명예에서 벗어나 새로운 비전을 마련할 것을 제시하였다. 또 이러한 목표로 하여금 경제투자를 촉진하고 워싱턴 D.C.의 스포츠 유망주들에게 영감을 주는 행사가 되길 바란다고 밝혔다.
2014년 12월 유치위원회는 '화합'을 주제로 한 홍보동영상을 공개하였다. 이 영상에는 워싱턴 시민들은 물론 워싱턴 위저즈에서 활약중인 농구선수 존 월, 워싱턴 캐피털스의 하키 선수 존 칼슨 등의 스포츠 스타, 존 루이스, 뉴트 깅리치, 밥 돌, 하워드 딘 등의 워싱턴 중앙 정계 유명인사, 팀 케인, 마크 워너, 뮤리엘 보저 등의 지역정치 지도자들이 출연하였다.
2014년 12월 17일 미국올림픽위원회의 올림픽 후보도시 선정을 위한 최종 프리젠테이션에 참가하였으나, 2015년 1월 미국올림픽위원회가 최종후보도시로 보스턴을 선정하면서 유치 도전이 무산되었다.
- 샌프란시스코 베이 에어리어

샌프란시스코시에서 오클랜드시와 베이 에어리어 지역의 여러 도시와 공동개최를 추진하였다. 오클랜드시를 비롯한 근교도시는 주로 실내종목 경기를 수용할 전망이었다. 올림픽 개최시설로 지목된 경기장으로는 AT&T 스타디움, 오라클 아레나, 오클랜드 콜리시엄, SAP 센터, 아바야 스타디움, 레비스 스타디움 등이 있으며 샌프란시스코에 건설 예정인 체이스 센터도 포함되었다. 여기에 UC 버클리 대학교의 하스 패빌리언과 스탠퍼드 스타디움 등의 대학시설을 활용하는 방안도 제기되었다.
2014년 미국올림픽위원회의 최종후보도시 4곳 중 하나로 선정되었으나 2015년 1월 보스턴이 선정되면서 무산되었다. 보스턴의 후보철회 이후 올림픽 유치도시 선정절차가 재개되자 2015년 8월 12일 베이에이리어 측은 올림픽 유치 도전에 나서지 않겠다고 발표하였다.

### 유치 관심 도시
올림픽 유치에 관심을 표했거나, 도전이 예상되었으나 자국 정부가 정식 후보도시로 지정하지 않았거나 도전을 철회한 도시의 목록이다.
- 아제르바이잔 바쿠

2016년 하계 올림픽 유치전에 도전한 데 이어 2020년 하계 올림픽 유치전에서도 도전하였으나 모두 실패했다. 2020년 올림픽 유치 실패에 즈음하여 "다음 번에는 더욱 강력한 후보로 돌아오겠다"고 밝히면서 차기 대회 유치 도전을 시사했으나 후보도시로 나서지 않았다. 당시 바쿠는 2015년 유러피언 게임을 유치하였으며 2012년 FIFA U-17 여자 월드컵과 2011년 세계 아마추어 복싱 선수권 대회, 유로비전 송 콘테스트 2012, 2016년 유러피언 그랑프리 등의 국제행사를 개최한 경험이 있었다.
- 튀르키예 이스탄불

과거 2000년 하계 올림픽과 2008년 하계 올림픽 유치전에 나선 적이 있었으며, 2020년 하계 올림픽 유치에도 도전하였으나 모두 실패했다. 2013년 11월 2020년 이스탄불 올림픽 유치위원장을 맡은 하산 아라트는 튀르키예의 올림픽 유치 도전은 계속될 것이며 다음 번에는 가장 강력한 후보가 되겠다고 표했다. "이제 우리는 더 나은 여건에서 대규모 스포츠 대회를 유치하였으며 올림픽 대회를 더욱 이해하게 되었다"는 것이 아라트 위원장의 평가였으나, 2024년 올림픽 정식 유치 후보로 나서지는 못했다. 이스탄불은 2004년 하계 올림픽과 2012년 하계 올림픽 유치전에서도 후보도시 물망에 올랐으나 실제로 나서지는 않았다.
- 우크라이나 키이우

2010년 3월 보리스 콜레스니코프 우크라이나 부총리가 폴란드와 공동 개최하는 UEFA 유로 2012를 성공적으로 치러낸다면 2024년 하계 올림픽의 유치 기회를 노릴 수 있다고 발언하였다. 당시 키이우는 UEFA 유로 2012 대회의 개최도시 중 하나로서 결승전이 열린 도시이기도 했다.
- 카타르 도하

2016년 하계 올림픽의 유치전에 도전한 데 이어 2020년 하계 올림픽 유치전에서도 도전하였으나 실패로 돌아갔다. 2020년 올림픽 유치 실패 이후 "2024년 대회 유치전을 고려하고 있다"는 보도가 나오면서 후보로 떠올랐다. 도하가 올림픽 유치에 나설 경우 몹시 더운 기후여건을 고려해 올림픽 개최시기를 10월 14일~10월 30일로 조정하는 방안이 제기되었다. 이번에 유치에 성공한다면 중동 국가 최초로 올림픽을 개최하는 도시가 될 것으로 전망되었다. 과거 도하는 2006년 아시안 게임을 유치하였으며 훗날 2022년 FIFA 월드컵의 개최도시 중 하나가 되었다.
- 케냐 나이로비

2012년 8월 라일라 오딩가 케냐 총리가 2024년 올림픽 대회 유치를 목표로 나서겠다고 밝혔으나, 실제 유치전에 나서지는 않았다.
- 모로코 카사블랑카

2024년 하계 올림픽 유치를 관망했으나 2011년 3월 모로코 정부가 2024년 대회 대신 2028년 하계 올림픽 유치에 도전키로 하고 8만석 규모의 카사블랑카 대경기장 건설 계획을 발표하였다.
- 스페인 마드리드

2012년 하계 올림픽, 2016년 하계 올림픽, 2020년 하계 올림픽 유치에 도전하였으나 연달아 실패하면서 그 다음 대회인 2024년 하계 올림픽 유치에 도전한다는 전망이 제기되었다. 그러나 아나 보테야 마드리드 시장은 2024년 올림픽 유치에는 나서지 않겠다고 발표하였다. 다만 2020년 하계 올림픽 유치 당시 계획되었던 체육시설과 기반시설 확충은 예정된 대로 진행하겠다고 밝혔다.
- 말레이시아-싱가포르

싱가포르와 말레이시아의 공동 유치가 전망되었으며 그 가운데서도 양국의 수도인 쿠알라룸푸르와 싱가포르가 주 개최도시가 될 것으로 보도되었다. 말레이시아는 2008년 하계 올림픽 유치에 도전한 적이 있었으나 최종후보 도시가 되지는 못했다. 도시평가에서 쿠알라룸푸르는 교통기반시설에 7.4점으로 평가되었으나 다른 분야에서는 낮은 것으로 드러났다. 싱가포르의 경우 2010년 하계 청소년 올림픽과 2005년 7월 제117차 IOC 총회를 유치한 경험이 있다. 기존에는 올림픽 헌장에 의거하여 공동개최가 불가능하였으나 최근 추세로는 가능해졌다는 것이 이들의 입장이다. 그러나 2015년 말레이시아 올림픽위원장은 이제 와서 2024년 올림픽 유치에 도전하기엔 늦었다면서 2028년이나 2032년 대회 유치에 집중할 것이라고 공식적으로 밝혔다.
- 대한민국 부산

2005년부터 2020년 하계 올림픽 유치에 도전하고 있었으나 2011년 IOC 총회에서 2018년 동계 올림픽의 개최지로 평창이 선정되면서, 한 나라에서 동하계 올림픽을 연달아 유치한 사례가 없다는 점을 근거로 유치 도전을 포기하고, 그 다음 대회인 2024년 하계 올림픽 유치를 공식화하였다. 부산광역시는 2002년 아시안 게임을 유치한 경험이 있다.
그러나 2013년 9월 2020년 하계 올림픽 개최지로 도쿄가 선정되면서 그 다음 대회를 같은 대륙에서 개최하기에는 가능성이 사실상 희박해짐에 따라 올림픽 유치 로드맵을 2028년 하계 올림픽으로 수정하기로 하였다.
- 멕시코 과달라하라

2014년 3월 31일, 2024년 올림픽 대회 유치 가능성을 검토하는 정계위원회에서 현재 멕시코에 올림픽을 유치할 만한 경제적, 인프라적 기반이 없다는 이유로 유치에 도전하지 않기로 결론을 내렸다.
- 미국

털사
유치위원회 차원에서 2024년 하계 올림픽 유치에 관심을 표했으며 미국올림픽위원회가 유치 여부 서한을 보낸 35개 도시 중 한곳으로 선정됐다. 그러나 전국신문에 대대적으로 보도되자 털사 시 당국은 2024년 철사 올림픽 유치위원회와는 협의된 바가 없다며 올림픽 유치에 나서지 않을 것이라고 밝혔다. 유치위원회 측은 민간 차원의 노력으로 올림픽 유치를 모색하였으나 결국 무산되었다.
뉴욕
2014년 5월 14일 파이낸셜 타임스에서 앤드루 쿠오모 뉴욕주지사가 올림픽 유치 제안서를 전달받으면 뉴욕시의 올림픽 유치를 진지하게 검토하고 있다는 보도를 내놨다. 신문 측의 소식통에 따르면 쿠오모 주지사와 빌 디블라지오 뉴욕 시장 간에 논의가 진행되었으며 추후 자문위원회가 구성될 예정이라고 전했다. 그러나 5월 말 디블라지오 시장은 올림픽 유치에 나서지 않을 것임을 분명히 하였다.
필라델피아
2013년 4월 22일 마이클 너터 필라델피아 시장실에서 필라델피아가 2024년 하계 올림픽 유치에 관심을 갖고 있다고 선언하였다. 필라델피아는 2016년 하계 올림픽 유치전에서도 관심을 표한 바 있으나 시카고에 밀려 후보도시로 선정되지 못했다. 그러나 2014년 5월 28일 마이클 너터 필라델피아 시장은 이달 초 미국올림픽위원회 측에 대회 개최시기를 주 근거로 유치 의사를 철회하는 서한을 전달하였다고 밝혔다. 다만 추후에도 대회 유치에 지속적인 관심을 가질 것이라고 표명했다.
댈러스
2024년 하계 올림픽 유치 계획을 갖고 있었으나 미국올림픽위원회의 최종 후보도시로 선정되지 못했다.
샌디에이고
2020년 하계 올림픽 유치전 당시 멕시코 티후아나시와의 공동개최를 추진했으나 무산되고 2024년 하계 올림픽 유치 가능성을 모색했다. 그러나 미국올림픽위원회의 최종 후보도시로 선정되지 못했다.
- 인도 델리

2024년 올림픽 유치 도전 가능성이 제기되었으나 2015년 4월 27일 나렌드라 모디 인도 총리와 토마스 바흐 IOC 위원장 간의 회담에서 2024년 대회를 유치하기에는 너무 이르다는 점에 의견을 같이 하면서 도전하지 않게 되었다. 델리는 1951년 아시안 게임, 1982년 아시안 게임, 2010년 코먼웰스 게임을 유치한 경험이 있다.
- 남아프리카 공화국 더반-요하네스버그

2024년 하계 올림픽 개최지의 유력후보로 떠올랐으나, 2022년 코먼웰스 게임 개최지로 선정됐던 에드먼턴이 개최를 포기하면서 더반에서 대신 개최하는 것으로 결정되었다. 이에 2015년 3월 1일 남아프리카 공화국 체육장관이 올림픽 대신 코먼웰스 대회 개최에 집중할 것이라고 밝히면서 올림픽 유치 도전은 무산되었다. 정작 더반은 2017년 3월 13일 재정상의 어려움을 이유로 2022년 코먼웰스 게임 개최를 포기하였다.
- 오스트레일리아 브리즈번-멜버른

오스트레일리아는 2024년 하계 올림픽 개최지의 유력후보로 전망되었으며 특히 멜버른에서 개최될 가능성이 높은 것으로 여겨졌다. 그러나 오스트레일리아 올림픽 위원회는 2024년 대회가 아닌 2028년이나 2032년 올림픽 대회 유치에 집중할 것이라고 밝혔다. 멜버른은 1956년 하계 올림픽과 2006년 코먼웰스 게임을, 브리즈번은 1982년 코먼웰스 게임을 유치한 경험이 있다. 여기에 퀸즐랜드주는 당시 2018년 코먼웰스 게임을 앞두고 브리즈번과 골드코스트의 경기시설을 정비중에 있었다. 훗날 브리즈번은 2032년 하계 올림픽 유치에 성공하였다.
- 페루 리마

2013년 12월 페루체육협회 (IPD) 전 회장 아르투로 우드만이 2024년 하계 올림픽 유치 도전을 공식화했다. 당시 리마는 2019년 팬아메리칸 게임을 개최할 예정이었다. 아키오 타마시로 페루체육협회 연계담당관은 2019년 리마 팬아메리칸 게임의 새로운 기반시설과 경험, 다양한 체육대회의 유산을 바탕으로 하계 올림픽 유치를 다음 목표로 삼겠다고 밝혔다.
그러나 공교롭게도 2024년 하계 올림픽의 유치가 결정되는 2017년 131차 IOC 총회의 개최장소로 선정되면서 하계올림픽 유치가 어려워졌다. 대신 2021년 월드 게임의 유치를 노렸으나 2015년 1월 22일 미국 앨라배마주 버밍햄 총회에서 대회 유치에 실패하였다.
- 사우디아라비아-바레인

2015년 사우디아라비아와 바레인이 올림픽 공동 유치 계획을 발표하였다. 사우디아라비아에서는 여성의 체육행사 참가가 불허되기 때문에 남자종목을 사우디아라비아에서, 여자종목을 바레인에서 개최한다는 방안이다. IOC 측은 사우디 측의 계획을 일축하고 이 같은 성별분할은 허용되지 않을 것이라고 분명히 했다.
- 중화 타이베이 (중화민국) 타이베이

2008년 총통 선거 당시 마잉주 후보의 공약에 따라 올림픽 유치전에 나서게 되었다. 이번 올림픽 유치 도전은 타이베이를 비롯한 대만 전역의 체육대회 유치를 위한 노력의 정점으로 평가되었다. 타이베이는 2009년 데플림픽과 2017년 하계 유니버시아드를, 가오슝은 2009년 월드 게임을 유치한 바 있다. 2011년 마잉주 총통은 2024년 하계 올림픽 유치 의사를 다시 한번 밝혔다. 그러나 2014년 6월 11일 중화민국 체육국에서 2024년 하계 올림픽 유치 의사가 없다고 밝히면서 무산되었다.
- 러시아 상트페테르부르크

2014년 5월 19일 게오르기 폴타프셴코 상트페테르부르크 주지사가 2024년 하계 올림픽 유치에 나설 수 있다고 밝혔다. 상트페테르부르크는 올림픽 개최에 필요한 기반시설의 70%를 이미 확보해 놓았다는 것이 주지사의 설명이다. 5월 22일에는 2014년 소치 동계올림픽 조직을 이끌었던 드미트리 코자크 러시아 부총리가 2024년 하계 올림픽을 상트페테르부르크에 유치할 좋은 기회라고 밝혔다. 올림픽 대회 준비에도 많은 예산이 필요하지 않을 것이라는 분석이다. 러시아는 1980년 하계 올림픽을 모스크바에서 개최한 경험이 있다.
2015년 5월 6일 러시아 정부는 2018년 FIFA 월드컵 개최에 집중하고 2024년 하계 올림픽 유치에 나서지 않는다고 발표하였다. 당시 상트페테르부르크는 UEFA 유로 2020 개최도시로 선정되었으며, 러시아는 2019년 동계 유니버시아드 대회를 시베리아 크라스노야르스크에서 개최할 예정이었다.
소치
2014년 동계 올림픽 조직위원장 드미트리 체르니셴코는 올림픽 대회를 소치에 다시 유치할 가능성이 크다고 밝혔다. 이렇게 된다면 소치는 동하계 올림픽을 모두 유치한 최초의 도시가 될 전망이었으나 베이징이 2022년 동계 올림픽을 유치하면서 이 기록을 가져갔다. 하계 올림픽 개최를 위해 많은 시설을 새로 건설해야 하지만 동계 올림픽 대회장소로 활용되었던 일부 실내 경기장의 용도를 변경하여 재활용한다는 방안도 제기되었다. 2015년 7월 31일 올림픽 유치를 공식적으로 포기하였다.
- 캐나다 토론토

올림픽 유치 도전 경험은 다섯 번이며 1996년 하계 올림픽과 2008년 하계 올림픽 유치전 당시 최종후보로도 나섰으나 투표에서 선정되지 못했다. 일찍이 2014년 1월 20일 토론토 경제개발위원회에서 올림픽 유치 시 들어가는 비용은 5000만~6000만 달러에 달할것이라는 이유에서 올림픽 유치를 반대하기로 의결하였다. 로브 포드 당시 토론토 시장은 2028년 올림픽 유치가 더 현실적일지 모르겠다고 발언한 바 있다. 2009년 토론토는 2015년 팬아메리칸 게임을 유치한 경험이 있다.
그러나 2015년 팬아메리칸 게임 개최를 앞두고 2024년 하계 올림픽 유치에 대한 논의가 재개되었고, IOC에서 "기존 시설의을 최대한 활용하는 방안을 적극 장려하겠다"는 새로운 개최지 선정 정책을 발표함에 따라, 팬아메리카 대회를 위해 지은 경기장이 IOC 측의 요건을 충족시키지는 못하더라도 새로 증축하여 토론토의 올림픽 유치 도시로서의 경쟁력을 향상시킬 수 있다는 기대감을 불러일으켰다. 토마스 바흐 IOC 위원장 역시 팬아메리칸 게임을 유치한 사실에 비추어 보았을 때 토론토가 좋은 후보가 될 수 있겠다고 발언하였다.
2015년 7월 10일 CBC 라디오 원 토론토의 아침 프로그램 〈메트로 모닝〉에 출연한 존 토리 토론토 시장은 2015년 팬아메리카 게임의 성공적 개최와 재정상의 실행타당성이 어떻게 나오느냐에 따라 2024년 하계 올림픽 유치방안을 재검토할 수 있음을 인정하며 토론토의 올림픽 유치 가능성을 재점화했다. 2015년 8월 11일 토리 시장은 캐나다 올림픽 위원회와 회담을 갖고 과거 토론토의 올림픽 유치 도전사에 관한 이야기를 나누었다. 이어 2015년 9월 11일 캐나다올림픽위원회는 토론토의 2024년 올림픽 유치를 만장일치로 의결하면서 9월 15일 후보마감일까지 IOC에 유치 의향서를 전달할 준비를 마쳤다. 그러나 2015년 9월 15일 토리 시장은 토론토의 2024년 하계 올림픽 유치 의사를 철회한다고 밝혔다.

## 2028년 대회 후보 도시

### 유치 관심 도시
2028년 하계 올림픽의 경우 기존 관례대로 2024년 하계 올림픽 개최지가 선정된 이후 수년에 걸친 심사끝에 2021년경에 개최지가 결정될 것으로 전망되었으나, 상술한 것처럼 국제올림픽위원회 측이 올림픽 개최지 선정절차를 변경하고, 2024년 하계 올림픽 개최지 결정과 함께 로스앤젤레스를 2028년 하계 올림픽의 단독 후보로 선정하면서 다른 도시가 나설 여지가 사라졌다.
다음은 2028년 하계 올림픽 유치를 특정하여 관심을 표했던 도시의 목록이다. 단순한 올림픽 유치에 관심을 보였거나 2024년 하계 올림픽 유치에 중점을 두었던 도시 (상술한 문단 참고)들은 제외하였다.
- 캐나다 토론토

2014년 1월 20일 토론토 경제개발위원회에서 올림픽 유치를 반대하기로 의결한다는 결정을 내릴 당시 로브 포드 토론토 시장이 2028년 올림픽 유치가 더 현실적일지 모르겠다고 발언한 바 있다. 2015년 팬아메리칸 게임 개최를 계기로 하계 올림픽 유치 관심이 높아졌으나, 대회폐막 이후 존 토리 시장이 올림픽 유치 신청에 나서지 않겠다고 공식적으로 밝혔다.
- 헝가리 부다페스트

2013년 10월 25일 어틸러 설러이베르제비치 부다페스트 올림픽 운동 (BOM) 대표는 성명을 통해 현실적으로 부다페스트가 올림픽을 유치할 수 있는 기회는 2028년 하계 올림픽이지만 그에 앞서 연습 삼아 2024년 하계 올림픽 유치에 집중할 것이라고 밝혔다. 설러이베르제비치 대표는 헝가리의 교통시설과 체육경기장 등 올림픽 개최를 위한 건설사업이 절실하다고 밝혔다.
2014년 7월 7일 헝가리 경제지 〈너피 거즈더샤그〉와의 인터뷰에서 헝가리 올림픽 위원회 회장 졸트 보르커이가 "부다페스트는 2028년 올림픽의 믿음직하고 경쟁력 있는 개최를 위해 유치 신청에 나설 수 있다"고 밝혔다. 기사에 따르면 부다페스트는 2024년 대회나 2028년 대회를 유치할 계획이라고 밝혀졌다. 보르커이 회장은 부다페스트가 2017년 유럽 청소년 올림픽 축제를 먼저 개최한 뒤에 2028년 하계 올림픽 유치의 밑거름을 삼겠다고도 밝혔다. 다만 교통시설과 올림픽 경기시설과 관련한 문제가 심각하다면서 이것들을 먼저 해결하는 것이 우선이라고 밝혔다.
2024년 하계 올림픽의 최종후보로 나섰던 부다페스트는 야당과 시민단체의 유치 반대 움직임과 더불어 유치 여부를 묻는 국민투표 실시 청원이 요건을 충족함에 따라 올림픽 후보도시에서 전격 사퇴하였다. 이후 2024년 대회와 2028년 대회의 개최지 동시 결정이 성사되면서 부다페스트의 2028년 하계 올림픽 유치도 없던 일이 되었으나, 올림픽 유치의 꿈 자체는 포기하지 않고 2032년 이후 대회를 유치하는 방안을 고려중에 있다고 알려졌다.
- 독일
  - 베를린

2012년 클라우스 보베라이트 전 베를린 시장이 2024년이나 2028년 하계 올림픽 유치 도전을 고려중에 있다고 처음 밝혔다. 이후 베를린은 2024년 하계 올림픽 유치에 힘썼으나 2015년 3월 독일 올림픽 체육연맹이 함부르크를 유치후보로 내세우면서 무산되었으며, 2028년 하계 올림픽의 개최지도 연달아 선정되면서 도전할 수 없게 되었다.
- 함부르크

2024년 하계 올림픽 후보도시로 나섰으며 유치에 실패할 경우 2028년 하계 올림픽 유치를 목표로 재도전한다는 의사를 밝혔다. 2015년 3월 16일 독일 올림픽 체육 연맹이 함부르크를 최종후보 도시로 결정하고 국제올림픽위원회 측에 유치신청서를 전달하였다. 그러나 대회 유치에 들어가는 예산이 과도하다는 비판과 함께 2015년 11월 주민투표에서 51.6%로 유치 반대 결과가 나오면서 후보도시에서 물러났다.
- 라인-루르

2016년 여름 라인-루르 광역권에서 2028년 하계 올림픽을 개최하는 방안이 제기되었다. 라인-루르 지역은 쾰른, 뒤셀도르프, 도르트문트, 에센 등의 대도시가 밀집한 지역이다. 지역적이고 민주적이며 다원적이어야 한다는 새로운 올림픽 정신에도 부합하며 도시개발을 촉진할 수 있다는 평가다. 2016년 9월 멘테팍툼 서베이의 지역민 여론조사에서도 68%가 올림픽 유치에 찬성을 표하면서 긍정적인 전망이 제기되었으나, 2028년 하계 올림픽 개최지의 동시 선정으로 무산되었다.
- 이탈리아
  - 밀라노

2016년 중순 주세페 살라 밀라노 시장은 2024년 올림픽 유치전에서 로마가 후보도시에서 물러날 경우 2028년 하계 올림픽이나 2032년 하계 올림픽의 유치에 도전할 수 있다고 밝혔다. 실제로 2016년 9월 21일 로마는 2024년 하계 올림픽 유치도시에서 물러났다. 2016년 10월 4일 로베르토 마로니 롬바르디아 주지사는 이탈리아 올림픽 위원회 조반니 말라고 위원장을 만나, 2024년 하계 올림픽이 로스앤젤레스에서 개최될 경우 2028년 하계 올림픽을 밀라노시와 인근 지역에 유치할 수 있다고 밝혔다. 롬바르디아 주정부 역시 이탈리아 올림픽 위원회와 협력할 준비가 되었다는 입장을 밝혔다. 2028년 하계 올림픽의 동시 선정이 성사된 이후 밀라노는 코르티나담페초와 함께 2026년 동계 올림픽을 공동으로 유치하게 되었다.
- 나폴리

루이지 데 마지스트리스 나폴리 시장이 2028년 하계 올림픽 개최 후보도시로 나설 의향이 있다고 밝힌 바 있다. 2019년 하계 유니버시아드의 나폴리 개최 이후 또다른 대규모 국제대회의 기회로 삼을 수 있다는 분석이었다.
- 네덜란드 암스테르담 / 로테르담

1928년 하계 올림픽 개최 100주년을 맞이하여 네덜란드 정부 차원에서 암스테르담의 올림픽 유치가 추진되었으나 2012년 자유 민주주의 인민당과 노동당의 연립정부가 들어서면서 분위기가 바뀌었다. 그해 10월 29일 2028년 하계 올림픽 유치를 더 이상 지원하지 않을 것이며 "올림픽을 네덜란드에 유치하지 않는 대신, 그 수준에 걸맞는 네덜란드 체육환경을 얻기 위한 야망"을 갖고 있다고 밝혔다.
2014년 4월 13일 암스테르담시 체육부장 헹크 스토크호프는 개최비용에 대한 우려로 유치운동이 중단됐다면서 올림픽 유치 가능성이 없음을 재확인하였다.다만 추후 올림픽 유치 도전방안을 되살릴 수 있으며 2019년~2020년까지 그 여부를 결정할 전망이라고 밝혔다.
로테르담의 경우 암스테르담의 대체 후보도시로 전망되었으나 암스테르담의 올림픽 유치 시도가 연기되면서 함께 불확실해졌다.
- 러시아
  - 카잔

2015년 세계 수영 선수권 대회와 2013년 하계 유니버시아드를 유치한 경험이 있으며 당시 2018년 FIFA 월드컵의 개최도시로 선정되어, '러시아의 체육수도'를 자부하고 있다. 2015년 카잔시 관계자는 러시아 올림픽 위원회 측에서 2024년 하계 올림픽을 유치할 의사가 없는 것으로 안다면서도 2028년 하계 올림픽은 유치할 수 있지 않겠느냐고 조심스레 전망했다.
- 상트페테르부르크

2013년 10월 18일 미하일 라드코 올림픽 유치 검토위원단 대표는 언론과의 인터뷰를 통해 상트페테르부르크의 2024년 하계 올림픽 유치 도전에 나설 가능성이 가장 높지만, 2028년 하계 올림픽 유치에 도전하는 것이 더 나은 상황이기에 바뀔 수 있다고 밝혔다. 라드코 대표는 2028년 하계 올림픽 유치를 특별히 언급하는 성명을 발표하며 상트페테르부르크는 올림픽 개최 가능성이 열려 있는 도시라고 밝혔다.
- 대한민국 부산

부산광역시는 1997년 동아시아 경기 대회와 2002년 아시안 게임을 유치한 경험이 있으며, 1988년 하계 올림픽 요트 종목의 개최도시이기도 하다. 2005년부터 2020년 하계 올림픽 유치에 도전하고 있었으나 2011년 평창 동계올림픽 개최 확정으로 2024년 하계 올림픽 유치로 목표를 바꾸었으며, 2013년 9월 2020년 하계 올림픽 개최지로 도쿄가 선정되면서 그 다음 대회를 같은 대륙에서 개최하기에는 가능성이 사실상 희박해짐에 따라 올림픽 유치 로드맵을 2028년 하계 올림픽으로 수정하기로 하였다.

2014년 10월 6일 서병수 신임 부산시장은 2028년 하계 올림픽과 2030년 세계 박람회 유치 추진을 공식화한다고 밝혔다. 2028년은 1988년 서울 올림픽 40주년이 되는 해로 국민적 공감대를 형성할 수 있고, 2020년 도쿄올림픽 이후 대륙별 순환 원칙을 중시하는 관례에 따라 아시아의 올림픽 유치가 유리해졌다는 판단이다. 관련 유치 로드맵도 마련하여 2016년 7월 사전 예비타당성조사를 마치고 2019년 9월 문화체육관광부의 대회 유치 승인을 받겠다고 밝혔다.
한편 부산광역시의 2028년 올림픽 유치에 공동개최를 추진하는 움직임도 있었다. 2014년 12월 부산광역시는 울산광역시, 경상남도와의 공동 개최를 제안하고, 2015년 3월에는 부울경 3개 시도의 공동유치 실무협의회를 개최하였으나, 경상남도 측에서 재정건전화를 이유로 참여를 고사하였고, 그해 5월 공동유치 방안을 공식적으로 거절하면서 무산됐다. 이듬해 2016년 1월에는 2014년 아시안 게임을 치른 인천광역시와의 공동유치가 검토되었으나 이 역시 실현되지는 못했다.
- 카타르 도하

2016년 2월 타니 알쿠와리 카타르 올림픽 위원회 사무총장은 미래 올림픽 대회 유치를 공식적으로 확인하였다. AFP는 도하에서 열린 체육총회에서 알쿠와리 사무총장이 "언젠가 올림픽을 유치하는 것이 비전이다. 언젠가는 개최하기를 희망한다. 언제인지는 모르지만 2028년 대회일 것이라 본다"고 밝혔다고 보도했다. 도하는 2016년 하계 올림픽과 2020년 하계 올림픽 유치에 나섰으나 실패하였으며, 2022년 FIFA 월드컵을 비롯한 여러 국제대회를 치른 경험이 있다.
- 말레이시아 쿠알라룸푸르-싱가포르

2015년 툰쿠 탄스리 임란 투안쿠 자아파르 말레이시아 올림픽 평의회 회장이 싱가포르와 공동으로 2028년이나 2032년 대회 유치전에 나설 의향을 밝히며, "IOC는 새로운 올림픽 개혁 아젠다 하에서 공동개최 유치를 허용하고 있다. 미래에 쿠알라룸푸르와 싱가포르의 공동유치를 볼 것이다"라고 발언하였다. 토마스 바흐 IOC 위원장도 동남아시아에 올림픽을 유치하기를 희망한 것으로 알려졌으며, 싱가포르 국가 올림픽 평의회 역시 올림픽 유치 방안이 흥미로운 제의라고 평가했다. 말레이시아는 1998년 코먼웰스 게임을, 싱가포르는 2010년 하계 청소년 올림픽을 유치한 경험이 있다. 두 국가는 인프라 시설은 충분하면서도 세계적 수준의 선수가 부족하고 대회 자체의 규모가 부담스러운 수준이어서 단독개최가 어렵다는 지적을 내세워 왔다.
- 모로코 카사블랑카

2011년 3월 모로코 정부가 2024년 올림픽 대신 2028년 올림픽 유치에 나선다는 계획을 발표한 적이 있으나 실현화하지는 않았다.
- 케냐 나이로비

오칠로 아야코 전 체육장관과 칼론조 무쇼카 전 부통령을 비롯한 케냐 고위관계자들을 중심으로 2028년 하계 올림픽이나 2032년 하계 올림픽을 유치할 의사가 있는 것으로 보도되었다. 올림픽 유치 지지기반의 확대를 위하여 카사라니의 모이 국제 스포츠 센터 (MISC)를 체육시설 확충 담당기관으로 지정한 바 있다. 다만 시설확충과 예산조달이라는 어려움에 직면해 있다는 사실도 인정하였다.
- 남아프리카 공화국 요하네스버그

2015년 1월 11일 보스턴 글로브 지에서 요하네스버그가 2028년 하계 올림픽 유치 도전을 계속해 나간다는 기사를 냈다. 요하네스버그는 2010년 FIFA 월드컵 결승전을 유치하였으며 2004년 하계 올림픽 유치전에도 나섰으나 실패로 돌아갔다.
- 아르헨티나 부에노스아이레스

2013년 7월 4일 2018년 하계 청소년 올림픽을 성공적으로 유치하였으며, 2028년 / 2032년 하계 올림픽 유치로 이어질 수 있다는 낙관적 전망이 제기되었다. 과거 부에노스아이레스는 2013년 제125차 IOC 총회를 개최한 경험이 있으며, 1936년, 1956년, 1968년, 2004년 하계 올림픽 유치전에 나섰으나 실패로 돌아갔다. 2016년 리우데자네이루 올림픽으로 남미 첫 올림픽이 개최된 이래, 남미에서 두번째로 올림픽을 개최할 도시로 떠오른 바 있다. 2016년 7월 토마스 바흐 국제올림픽위원장은 "부에노스아이레스는 2028년이나 2032년 대회의 성공적 유치를 이뤄낼 수 있다"고 발언하였다. 2017년 1월 아르헨티나 올림픽 위원회는 2023년 팬아메리칸 게임 유치전에 부에노스아이레스를 후보도시로 내세우며 칠레의 산티아고와 경쟁하게 되었다.
- 오스트레일리아
  - 브리즈번

2028년 / 2023년 올림픽 유치를 고려하였으며 아시아 올림픽 평의회와 존 코츠 IOC 부회장의 지지를 얻었다. 1982년 코먼웰스 게임과 2001년 굿윌 게임을 유치한 바 있으며 1992년 하계 올림픽 유치전에 나섰으나 실패로 돌아갔다. 2016년 8월 22일 1년간의 올림픽 유치 예비타당성 조사를 위해 87만 달러를 편성하였다. 2028년 올림픽 개최지 결정 이후 브리즈번은 2032년 올림픽 대회 유치에 집중하였으며 IOC의 단독후보로 지정되어 유치에 성공하였다.
- 멜버른

데니스 냅틴 전 빅토리아 주지사가 2028년 하계 올림픽의 멜버른 유치 가능성을 지지한 적이 있다. 멜버른은 1956년 하계 올림픽과 2006년 코먼웰스 게임을 유치하였다. 1996년 하계 올림픽 유치전에도 나섰으나 실패로 돌아갔다. AOC와 IOC가 브리즈번을 차기 후보도시로 선정하였으나 브리즈번이 탈락할 경우 멜버른이 유치 도전에 나설 것이라는 분석이었다.